# Mariano Medina
Mariano Medina Isabel (Las Ventas con Peña Aguilera, Toledo, 8 de julio de 1922-Madrid, 28 de diciembre de 1994) fue un meteorólogo español.

## Biografía
Conocido en España por ser el primer «hombre del tiempo» en la historia de la televisión en España y sin duda, el más popular, con 28 años de labor profesional frente a las pantallas de televisión, donde demostró su capacidad de comunicación y su rigor profesional.
Doctor en Ciencias Físico-Químicas —licenciado en 1943, doctorado en 1966—. En 1945 ingresó en el Cuerpo Facultativo de Meteorólogos —actualmente Cuerpo Superior de Meteorólogos del Estado— con el número uno de su promoción, siendo destinado a Sevilla. Durante esa época compagina su tarea en el Aeropuerto de Sevilla con la docencia en el colegio de Villasís. 
Comenzó su relación con los medios de comunicación a través de la radio, realizando los pronósticos meteorológicos en el programa Cabalgata fin de semana, de la Cadena SER, donde fue bautizado como «el hombre del tiempo».
Ingresó en Televisión Española desde la apertura de la cadena en 1956, primero con el espacio diario Del observatorio a su receptor (1956), y después con la sección de El tiempo en Telediario, hasta 1985, año en que se retiró. Su hermano Fernando Medina también siguió sus pasos como «hombre del tiempo» en el mismo espacio de Televisión Española.
También trabajó en el diario Pueblo y en Cadena SER.

## Libros publicados
Publicó varios libros sobre su especialidad, como:
- El tiempo es noticia[6] /Iniciación a la meteorología[7] (varias ediciones 1964-1994), en el que narra, de forma didáctica las bases de la predicción del tiempo.
- La mar y el tiempo (meteorología náutica para aficionados, navegación deportiva y pescadores). Ed. Juventud. 1999 (2.ª ed.).[8]
- Meteorología básica sinóptica Ed. Paraninfo. 1976.[9]
- Teoría de la predicción meteorológica, Publicaciones del INM, 1984.[10]
- La predicción del tiempo basada en teoremas de la vorticidad, Publicaciones del INM, 1988.[11]